# Michael Kuhn (Schriftsteller)
Michael Kuhn (* 21. Dezember 1955 in Wuppertal) ist ein deutscher Schriftsteller und Verleger.

## Leben
Nach dem Abitur studierte Kuhn Geschichte und Politische Wissenschaften an der Rheinisch-Westfälischen Technischen Hochschule Aachen. Nach Abschluss des Studiums war er in diverse historische Projekte (unter anderem im eigenen Unternehmen) involviert. Neben seinem beruflichen Werdegang als Historiker betätigte er sich ausgiebig als Grabungszeichner in der Archäologie und war in diesem Zuge an mehreren Ausgrabungen in Nordrhein-Westfalen beteiligt.
Seit 2008 widmet sich Kuhn hauptberuflich dem Schreiben von historischen Romanen und gründete im selben Jahr den Ammianus-Verlag, wo er seine eigenen Bücher und auch Werke anderer Autoren wie Renata Thiele und Günter Krieger publiziert. Zwischen 2008 und 2010 erschien die in der Spätantike angesiedelte Romantrilogie „Marcus – Soldat Roms“. 2011 folgte dann der Beginn einer neuen Reihe, die zu Zeiten der Merowinger spielt.
Ein Kennzeichen seiner schriftstellerischen Tätigkeit ist die Verknüpfung von neuesten archäologischen Erkenntnissen, Realgeschichte und fiktiven Ereignissen sowie die den Romanhandlungen angehängten Reiseführer zu historischen Stätten.
Michael Kuhn lebt und arbeitet in Aachen.

## Werke
- Marcus – Soldat Roms. Ammianus-Verlag, Aachen 2008, ISBN 978-3-9812285-0-2.
- Marcus – Tribun Roms. Ammianus-Verlag, Aachen 2009, ISBN 978-3-9812285-1-9.
- Marcus – Maximus Alamannicus. Ammianus-Verlag, Aachen 2010, ISBN 978-3-9812285-2-6.
- Marcellus – Der Merowinger. Inklusive Reiseführer zu historischen Stätten des Romans, Ammianus-Verlag, Aachen 2011, ISBN 978-3-9812285-3-3.[3][4]
- Marcellus – Graf von Arduena. Inklusive Reiseführer zu historischen Stätten des Romans, Ammianus-Verlag, Aachen 2012, ISBN 978-3-9812285-6-4.
- Marcellus – Blutgericht. Inklusive Reiseführer zu historischen Stätten des Romans, Ammianus-Verlag, Aachen 2013, ISBN 978-3-9815774-0-2
- Sextus Valerius – Varusgold. Ammianus-Verlag, Aachen 2015, ISBN 978-3-945025-07-9
- Wir waren doch so jung (mit Jennifer Riemek). Ammianus-Verlag, Aachen 2016, ISBN 978-3-945025-43-7
- Der Geschmack des Weltreichs – Einführung in die römische Küche. Ammianus-Verlag, Aachen 2017, ISBN 978-3-945025-60-4
- Sextus Valerius – Ans Ende der Welt. Ammianus-Verlag, Aachen 2018, ISBN 978-3-945025-70-3
- Der Wein des Weltreichs – An Mosel und Rhein. Ammianus Verlag, Aachen 2019, ISBN 978-3-945025-87-1